# Hươu ở Anh

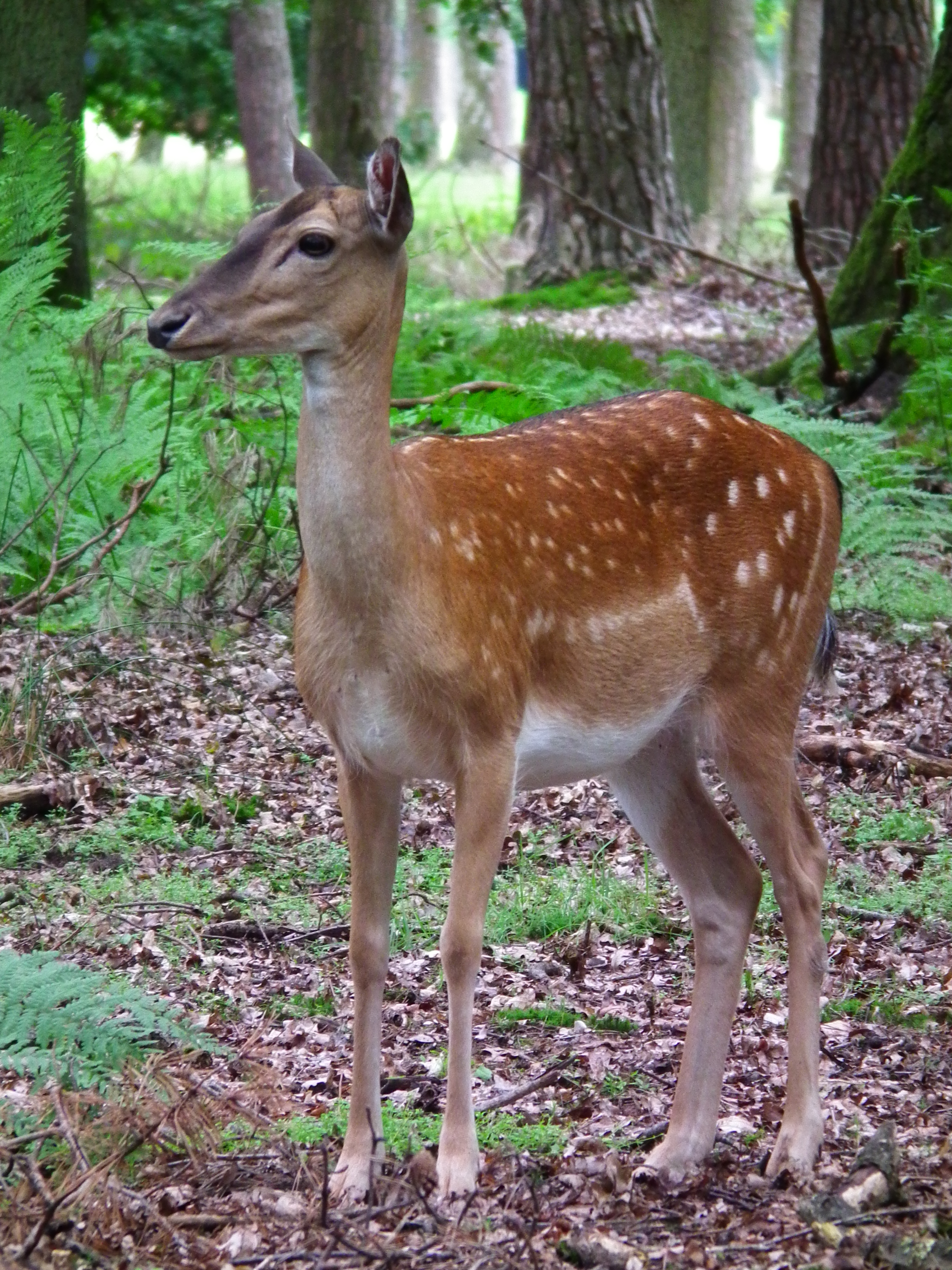
Hươu hoang, loài hươu bản địa của Anh

Hươu ở Anh chỉ về các loài hươu sinh sống tại vùng Đại Anh (Great Britain). Hiện nay có tất cả 06 loài hươu đang sinh sống hoang dã tại xứ sở sương mù này. Các loài gồm: Hươu đỏ (Hươu đỏ Scotland), hoẳng, hươu hoang, hươu sao, mang Trung Quốc, và hươu nước, ngoài ra còn có tuần lộc. Trong số này chỉ có Hươu đỏ và Hoẵng châu Âu là động vật bản địa mà đã sống ở đây từ thế Holocen. Trước đó có hai loài đã tuyệt chủng trên hòn đảo này là Nai sừng tấm Ái Nhĩ Lan và Nai sừng tấm châu Âu. Hiện nay, số lượng hươu ở Anh nhiều hơn bất kỳ thời điểm nào kể từ kỷ Băng hà cuối cùng. Sự vắng mặt của quần thể loài ăn thịt, hươu tự nhiên đang tiếp tục gia tăng, đe dọa đa dạng sinh học và gây tai nạn giao thông và phá hoại mùa màng.

## Tình hình
Trong số 06 loài hươu đang sống tại Anh thì hoẵng và hươu đỏ là hai loài bản địa, còn 4 loài khác được đưa vào Anh từ thế kỷ 11. Hươu nước Trung Quốc (Hydropotes inermis inermis) là loài được đưa vào Anh muộn nhất. Chúng bắt đầu xuất hiện trong môi trường hoang dã từ thập niên 20. Số lượng hươu tại Anh hiện nay đạt mức lớn nhất kể từ kỷ Băng Hà với khoảng 1,5 triệu con hươu đang sống trong môi trường hoang dã tại Anh. Như vậy,Anh có tổng cộng 6 loài hươu, trong đó 4 loài xuấ hiện từ thời kỳ Norman. Loài hươu mới xuất hiện gần nhất là hươu nước Trung Quốc, chính thức được đưa vào tự nhiên trong thập niên 1920.
Ở Anh còn có hươu trắng, ở khu bảo tồn động vật hoang dã RSPB Arne thuộc Dorset, một hạt ở Tây Nam nước Anh. Ngoài Dorset, hươu trắng đã từng xuất hiện ở Devon, New Forest và Highlands, nước Anh. Con hươu trắng quý hiếm này xuất hiện cùng với đàn của mình, rất nổi bật bởi màu sắc khác thường và tỏ ra không mấy sợ hãi khi nhiếp ảnh gia hướng ống kính máy ảnh về phía mình, thậm chí có thời điểm, hươu trắng nhìn thẳng vào nhiếp ảnh gia không hề e ngại. Con hươu trắng cực hiếm này khoảng bốn tuổi, là thành viên của một đàn hươu khoảng 150 con, sinh sống trong khu bảo tồn.
Người ta tin rằng, có thể nó đã mắc hội chứng Leucism, một hội chứng làm mất sắc tố da và lông nhưng không ảnh hưởng đến mắt. Màu trắng khiến con hươu trở nên nổi bật và đẹp ấn tượng nhưng cũng mang đến nhiều hiểm họa cho nó. Hươu trắng là một sinh vật huyền thoại. Nhiều người tin rằng nếu giết hươu trắng thì tai nạn sẽ giáng xuống đầu họ. Người Celts cổ xưa tin rằng hươu trắng là sứ giả mang thông điệp từ một thế giới khác và những ai bắt gặp loài linh vật này sẽ được thay đổi cuộc sống vĩnh viễn. Trong tự nhiên, những lần bắt gặp hươu trắng rất ít, khiến cho sinh vật này ngày càng trở nên bí ẩn. Mỗi một lần xuất hiện, hươu trắng đều gây xôn xao, khiến nhiều người thực sự muốn săn tìm nó. Gạc hươu trắng được cho là có tác dụng tốt hơn hươu thường nên mặc dù được coi là động vật cực hiếm, chúng vẫn bị săn giết.

## Tác động

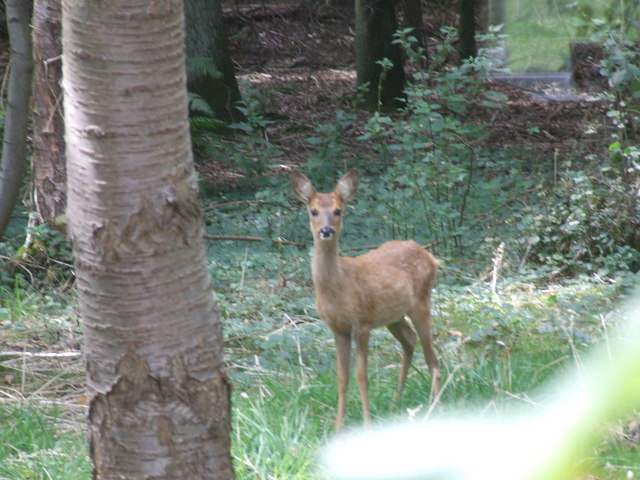
Hình chụp về một con hươu trong tình trạng hoang dã ở Tubney, Oxfordshire, Anh

Hươu thực sự đang gieo rắc lo âu tại Anh, do không có kẻ thù tự nhiên, chúng sinh sôi rất nhanh và trở thành loài xâm lấn. Hươu đang ăn hết quần thể thực vật của các miền rừng quan trọng, bao gồm cả các miền rừng cổ đại. Hươu được xem là nguyên nhân chính gây ra các điều kiện bất lợi của cấu trúc rừng và sự tái sinh rừng. Có bằng chứng cho rằng hươu gây sụt giảm số lượng các loài chim rừng, trong đó có những loài chim di cư được yêu thích như Blackcap và Nightingale, chim không di cư như Willow Tip. Một cuộc điều tra số lượng quần thể loài hoẵng và mang (muntjac deer) trên diện tích 234 kilômét vuông rừng và rừng cây thạch lam ở Breckland, Đông Anglia với hơn 1.140 dặm vào ban đêm, sử dụng máy ghi hình ảnh nhiệt để phát hiện hươu và đưa ra một ước lượng chính xác về số lượng thực sự.
Kết quả chỉ ra rằng các chiến lược quản lý hiện tại đang thất bại. Mặc dù số lượng hươu có vẻ ổn định trong vùng, điều này chỉ là do hàng nghìn con đang bị đẩy ra vùng nông thôn lân cận mỗi năm. Tình trạng đó còn dẫn đến nhiều vấn đề xấu đối với các vùng nông thôn. Hươu thường xuyên ăn cây cối trên các đồng ruộng. Hàng năm hơn 14.000 xe hư hỏng nặng và khoảng 450 người bị thương tại Anh do va chạm với hươu hoang. Chúng ăn hoa, chồi non, cây bụi trong các khu rừng khiến số lượng nhiều loài chim không thể sinh tồn. Chẳng hạn, nhiều nhà khoa học khẳng định chim sơn ca trở nên khan hiếm do sự sinh sôi của hươu. Tình trạng đó khiến mức độ đa dạng sinh học giảm, đồng thời làm xáo trộn cân bằng sinh thái.

## Giải pháp

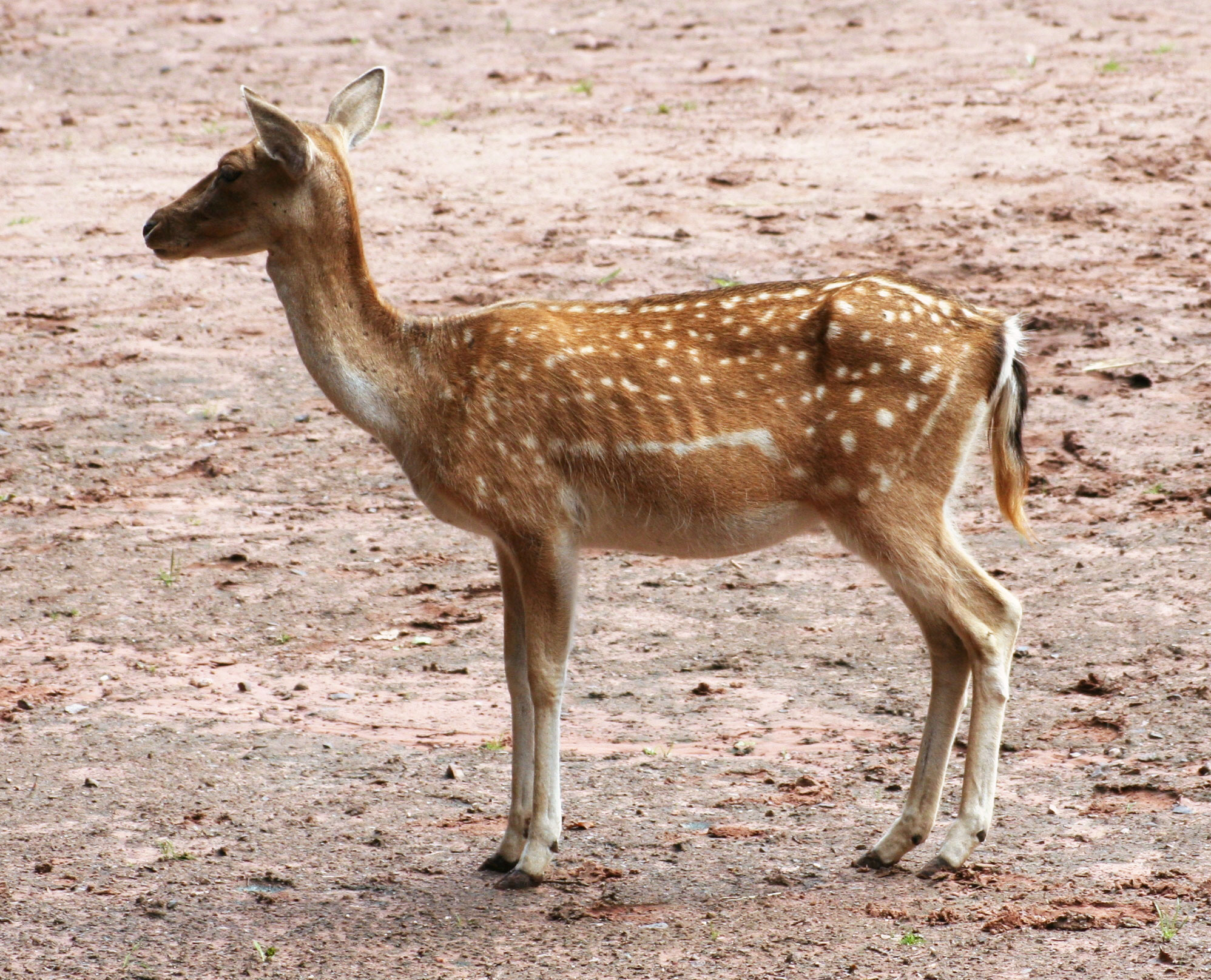
Một con hươu hoang ở Anh

Các nhà khoa học kêu gọi chính phủ Anh diệt hơn 750 nghìn con hươu hoang dã do chúng đang gây nên nhiều vấn đề tiêu cực ở các vùng nông thôn, việc đề xuất chỉ có giết đi 50 – 60% số hươu mới có thể giữ số lượng hươu ở dưới mức dễ kiểm soát. Với tổng số hươu ước tính hiện có gần 1,5 triệu con, sẽ có hơn 750.000 con bị bắn hạ mỗi năm. Có ý kiến cho rằng việc giết từ 50% tới 60% số hươu hoang hiện nay sẽ làm giảm tác động xấu của chúng đối với vùng nông thôn, đồng thời giúp chúng duy trì số lượng trong tình trạng ổn định. Ngoài ra, thịt hươu cũng có thể mang đến nguồn thu lớn. Họ cho rằng cần phải bắn hạ gần một nửa quần thể hươu đang không ngừng phát triển ở Anh mỗi năm để ngăn chặn sự xuống cấp của các miền rừng và đời sống của các loài chim, điều này sẽ giữ số lượng hươu ở mức ổn định, song song với đó là tạo ra một thị trường cho thịt thú rừng để việc bắn hạ không trái đạo đức và được chấp nhận bán như một loại thịt động vật bình thường.

## Các ý kiến
Có ý kiến cho rằng chính quyền chỉ nên cho phép những thợ săn được đào tạo và có giấy phép tham gia chiến dịch diệt hươu, đây là biện pháp thực tế duy nhất. Nhiều ý kiến không đồng ý việc dùng sói và gấu nâu để bắt hươu ở vùng nông thôn là biện pháp khả thi. Do hươu tại Anh không có kẻ thù tự nhiên, bắn chúng là cách duy nhất để kiểm soát số lượng của chúng. Hiệp hội Ngăn chặn Sự tàn bạo đối với động vật Hoàng gia Anh (RSPCA) cho rằng chính quyền nên áp dụng những biện pháp nhân văn nếu họ quyết định diệt hươu. Hiệp hội Hoàng gia về Bảo vệ Động vật (RSPCA) bình luận rằng bất cứ sự giết mổ nào đều phải được thực hiện với tính nhân văn và được kiểm soát và ủng hộ bởi những người làm khoa học.

## Hình các loài

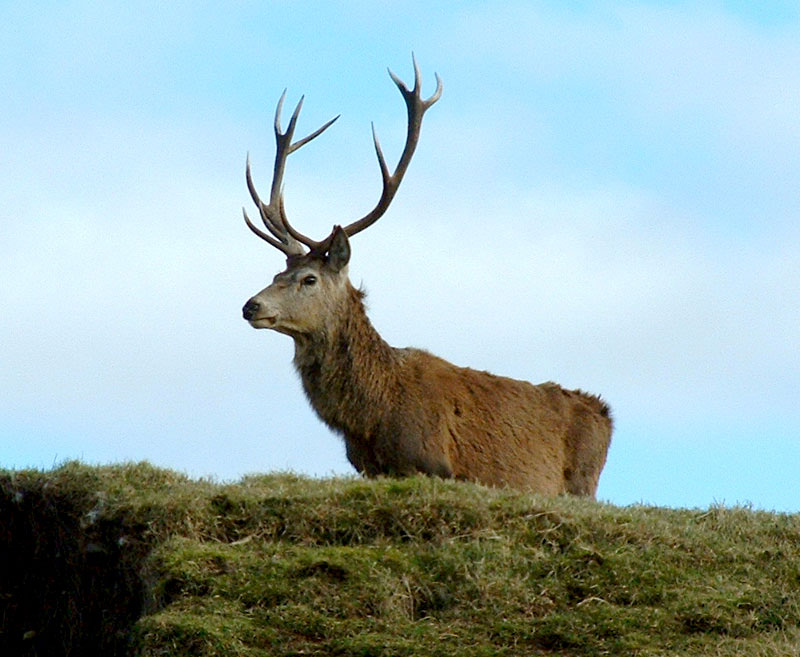
Hươu đỏ
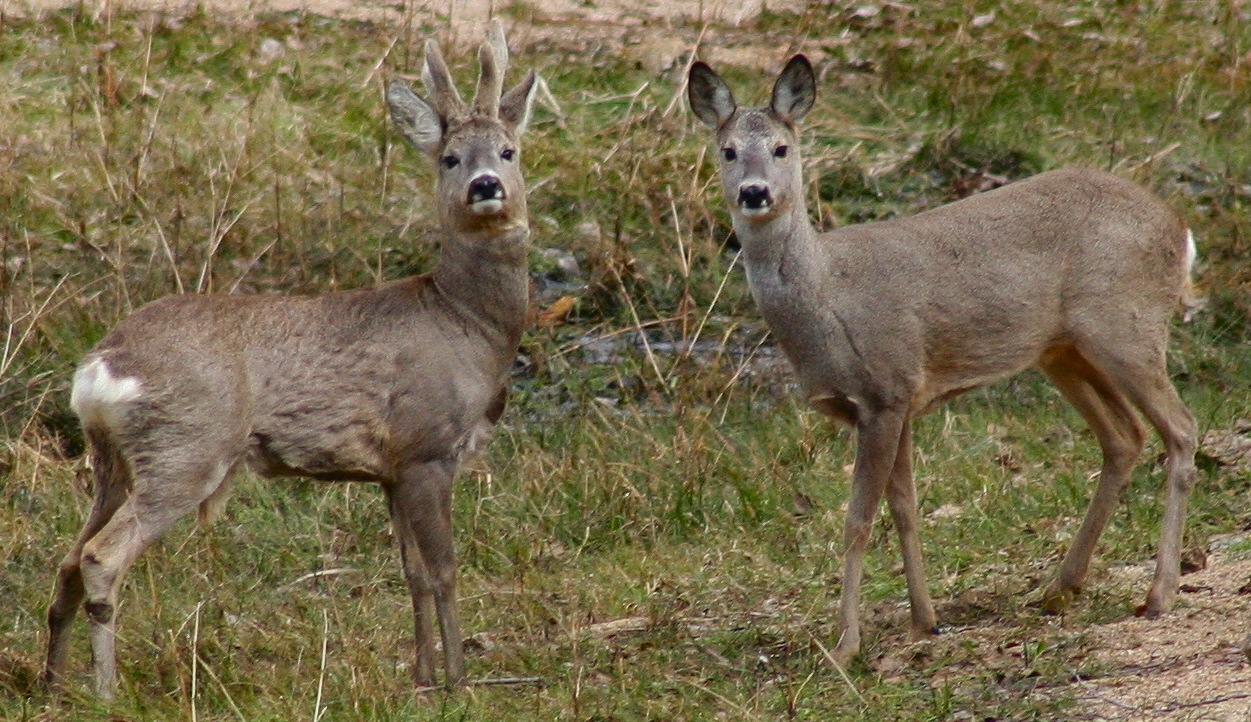
Hoẵng châu Âu
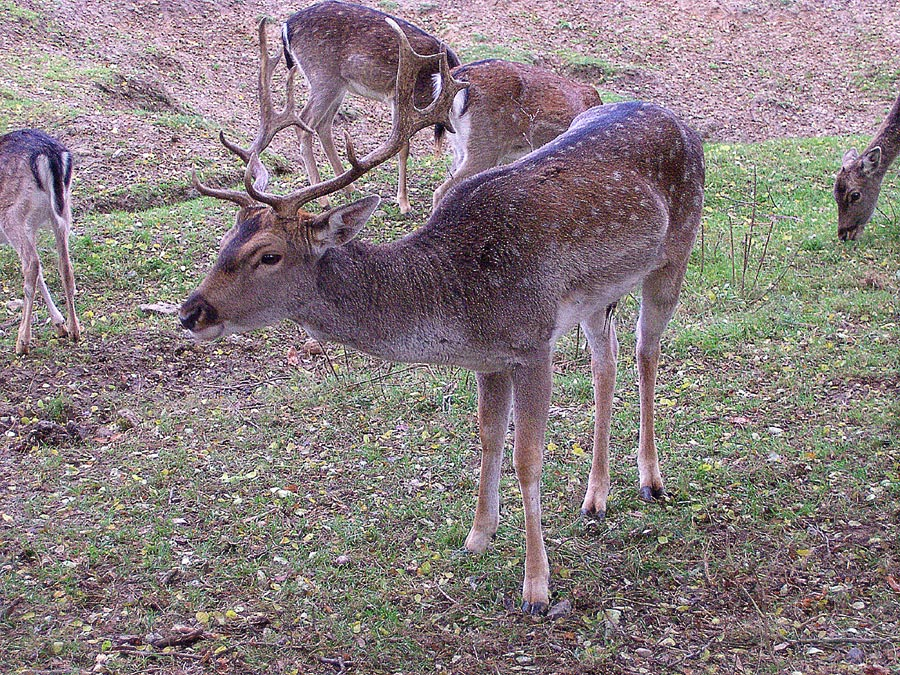
Hươu hoang
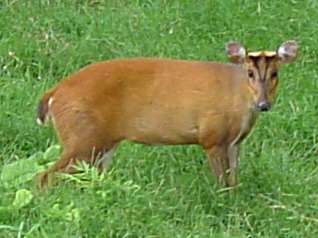
Mang Reeves
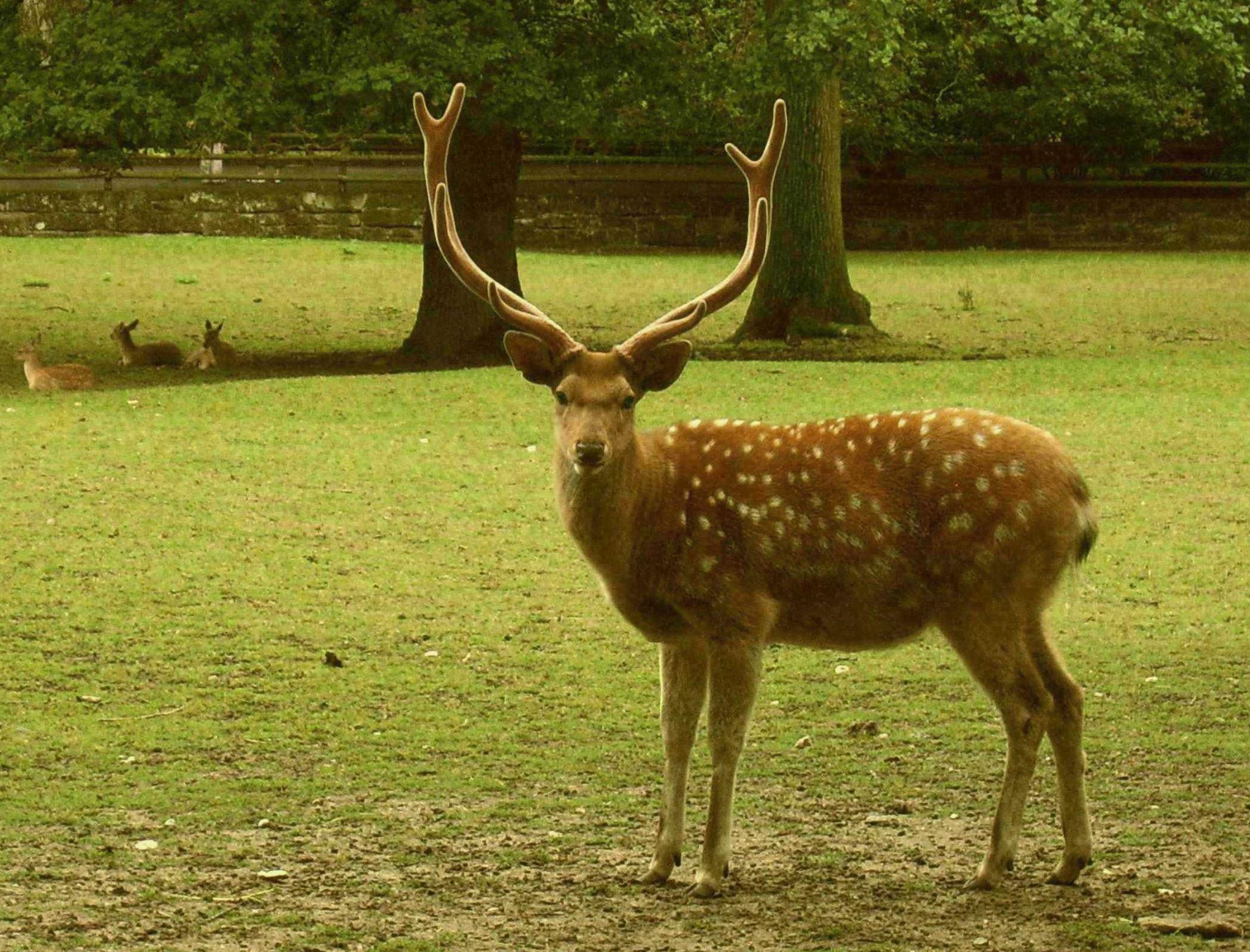
Hươu sao
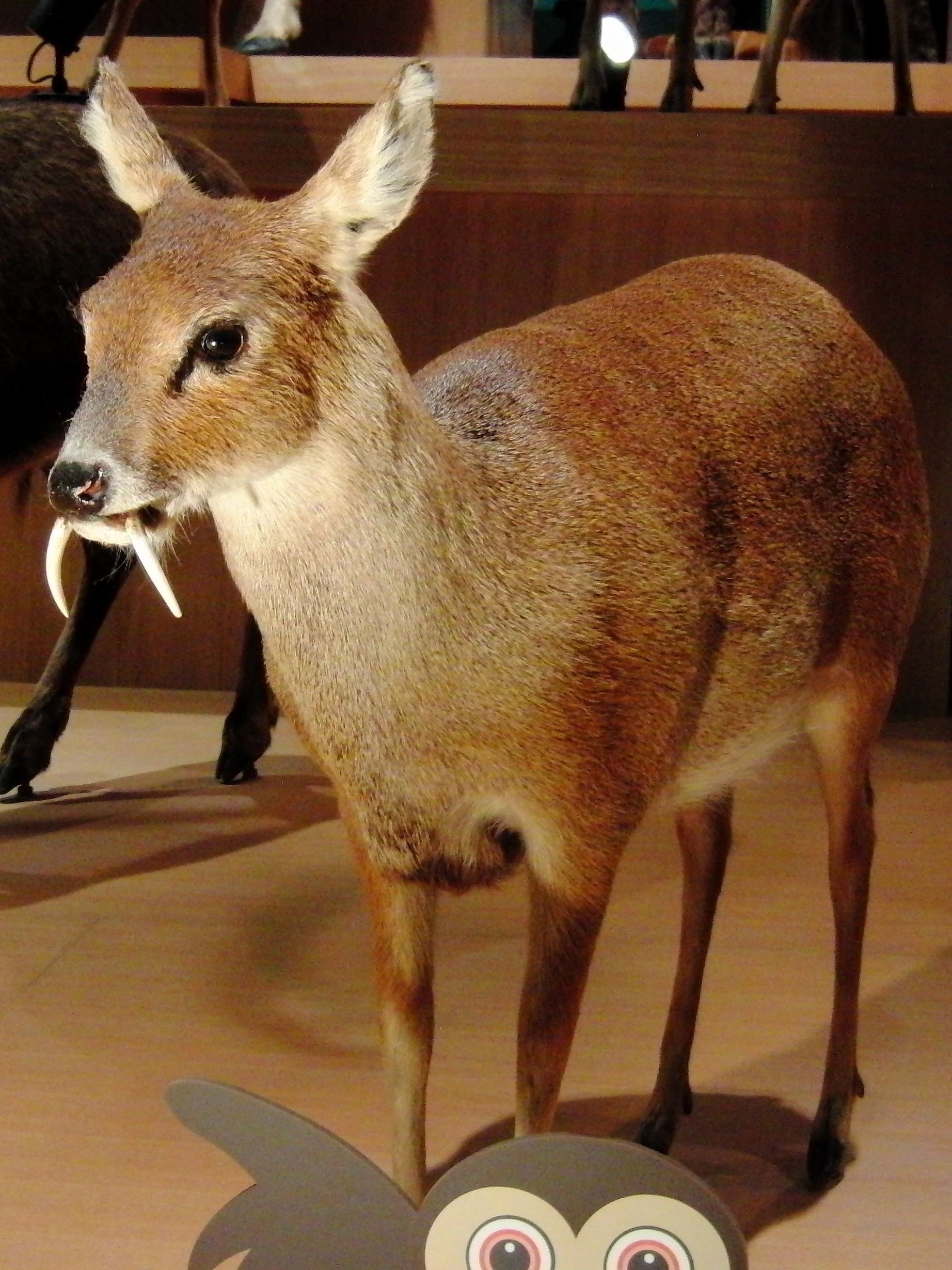
Hươu nước